# Orvilliers-Saint-Julien
Orvilliers-Saint-Julien é uma comuna francesa na região administrativa de Grande Leste, no departamento de Aube. Estende-se por uma área de 23,92 km². Em 2010 a comuna tinha 311 habitantes (densidade: 13 hab./km²).